# Leptobrachium
Leptobrachium is een geslacht van kikkers uit de familie Megophryidae. De groep werd voor het eerst wetenschappelijk beschreven door Johann Jakob von Tschudi in 1938. Later werd de wetenschappelijke naam Septobrachium gebruikt.
Er zijn 37 soorten, inclusief de pas in 2020 beschreven soort Leptobrachium lunatum. Alle soorten komen voor in delen van Azië en leven van zuidelijk China en India tot de Soenda-eilanden en de Filipijnen.

## Taxonomie
Geslacht Leptobrachium
- Soort Leptobrachium abbotti
- Soort Leptobrachium ailaonicum
- Soort Leptobrachium banae
- Soort Leptobrachium bompu
- Soort Leptobrachium boringii
- Soort Leptobrachium buchardi
- Soort Leptobrachium chapaense
- Soort Leptobrachium guangxiense
- Soort Leptobrachium gunungense
- Soort Leptobrachium hainanense
- Soort Leptobrachium hasseltii
- Soort Leptobrachium hendricksoni
- Soort Leptobrachium huashen
- Soort Leptobrachium ingeri
- Soort Leptobrachium kanowitense
- Soort Leptobrachium kantonishikawai
- Soort Leptobrachium leishanense
- Soort Leptobrachium leucops
- Soort Leptobrachium liui
- Soort Leptobrachium lumadorum
- Soort Leptobrachium lunatum
- Soort Leptobrachium mangyanorum
- Soort Leptobrachium masatakasatoi
- Soort Leptobrachium montanum
- Soort Leptobrachium mouhoti
- Soort Leptobrachium ngoclinhense
- Soort Leptobrachium nigrops
- Soort Leptobrachium promustache
- Soort Leptobrachium pullum
- Soort Leptobrachium rakhinensis
- Soort Leptobrachium smithi
- Soort Leptobrachium tagbanorum
- Soort Leptobrachium tenasserimense
- Soort Leptobrachium tengchongense
- Soort Leptobrachium waysepuntiense
- Soort Leptobrachium xanthops
- Soort Leptobrachium xanthospilum